# Hẹp thực quản
Hẹp thực quản lành tính, còn gọi là hẹp đường tiêu hóa, là hiện tượng thực quản bị thu hẹp hoặc thắt chặt gây ra khó nuốt.

## Dấu hiệu và triệu chứng
Các triệu chứng của hẹp thực quản bao gồm ợ nóng, miệng có vị đắng hoặc chua, nghẹn, ho, hụt hơi, thường xuyên ợ hơi hoặc nấc cục, đau hoặc khó nuốt, nôn ra máu, hoặc sút cân.

## Nguyên nhân
Nguyên nhân của hẹp thực quản có thể là do hoặc liên quan đến bệnh trào ngược dạ dày, viêm thực quản, rối loạn chức năng cơ vòng thực quản dưới, rối loạn nhu động thực quản, nuốt phải dung dịch kiềm ăn da, hoặc mắc chứng sa ruột dưới. Tình trạng co hẹp cũng có thể được hình thành sau khi phẫu thuật thực quản và các phương pháp điều trị khác như điều trị bằng laser hoặc điều trị bằng quang động học. Quá trình lành lại tạo ra một vết sẹo khiến mô bị kéo và thắt chặt, dẫn đến khó nuốt.

## Chẩn đoán
Chứng hẹp thực quản có thể được chẩn đoán bằng phương pháp chụp X quang thực quản nuốt bari, chụp cắt lớp vi tính, sinh thiết  hoặc bằng nội soi.

## Điều trị
Nếu hẹp thực quản do viêm thực quản gây ra, bệnh được điều trị bằng cách chữa nhiễm trùng (thường sử dụng kháng sinh). Để mở rộng chỗ thắt, bác sĩ phẫu thuật có thể chèn một ống nong để làm giãn các vùng bị co thắt trong thực quản. Đôi khi cũng có thể được điều trị bằng các thuốc khác. Ví dụ, thuốc đối kháng thụ thể H2 (như ranitidine) hoặc thuốc ức chế bơm proton (như omeprazole) có thể điều trị bệnh trào ngược axit tiềm ẩn.

## Dịch tể học
Bệnh trào ngược dạ dày thực quản (GERD) ảnh hưởng đến xấp xỉ 40% người trưởng thành. Chứng hẹp thực quản xuất hiện trong khoảng từ 7 đến 23% số bệnh nhân GERD không được điều trị.